# ملزومات (آلبوم لورا برانیگن)
«ملزومات» (به انگلیسی: The Essentials) آلبومی از هنرمند اهل ایالات متحده آمریکا لورا برانیگن است.